# Harry Leask
Harry Leask, född 16 oktober 1995 i Edinburgh i Skottland, är en brittisk roddare.

## Karriär
I augusti 2018 vid EM i Glasgow tog Leask brons tillsamamns med Jack Beaumont i dubbelsculler.
I juli 2021 vid OS i Tokyo tog Leask silver tillsamamns med Angus Groom, Tom Barras och Jack Beaumont i scullerfyra. I september 2022 vid VM i Račice tog han silver tillsamamns med George Bourne, Matthew Haywood och Tom Barras i scullerfyra.